# A tolerancia haláltábora, avagy mit csinál egy egér a seggben
A tolerancia haláltábora, avagy mit csinál egy egér a seggben (The Death Camp of Tolerance) a South Park című rajzfilmsorozat 93. része (a 6. évad 14. epizódja). Elsőként 2002. november 20-án sugározták az Amerikai Egyesült Államokban.

## Cselekmény
|  | Alább a cselekmény részletei következnek! |

Victoria igazgatónő közli Mr. Garrisonnal, hogy az homoszexualitása ellenére visszamehet tanítani, és átveheti a nemrég elhunyt Ms. Choksondik helyét a negyedik osztályban. Garrison megtudja, hogy ha sikerülne elérnie, hogy mássága miatt újra kirúgják állásából, több millió dollárra perelhetné az iskolát. Ebből a célból felveszi maga mellé tanársegédnek szexrabszolgáját, Mr. Furkót, akivel ketten bizarr mutatványokat adnak elő a diákok előtt, durván kihangsúlyozva homoszexualitásukat, hogy így kirúgassák magukat és kártérítést kaphassanak.
Tervük nem sikerül; amikor a tanulók panaszkodnak szüleiknek Mr. Garrison és társa viselkedése miatt, azok kirekesztőnek titulálják gyermekeiket, és elviszik őket a „Tolerancia múzeumába”. A gyerekek ezután hallgatnak szüleikre, de másnap Mr. Garrison odáig merészkedik, hogy egy élő egeret helyez fel Mr. Furkó végbélnyílásába, az egész osztály szeme láttára. Itt az epizód cselekményszála kettéválik, és megkezdődik a kisegér útja Mr. Furkó bélrendszerében, hogy – a Béka király, a Veréb herceg, és a Bölcs Harcsa szellemének segítségével – épségben kijusson onnan.
A gyerekek Séf bácsihoz fordulnak segítségért, az egyetlen felnőtthöz, aki elítéli Mr. Garrisonék magatartását. Ezt közli is az igazgatónővel, aki végül Séfet küldi el egy tolerancia-utánképzésre. Közben Stan Marsh, Kyle Broflovski, Eric Cartman és Butters Stotch megtagadja a részvételt Mr. Garrison óráin, ezért a szülők Mr. Mackey tanácsára a „tolerancia haláltáborába” küldik őket, amely leginkább a második világháborús lágerekre emlékeztet.
Mr. Garrisont egyre jobban aggasztja, hogy tervét nem tudja megvalósítani, sőt, még a Bátorság-érdemrendet is megkapja, amit a Tolerancia-múzeumban adnak át neki. Ekkor Mr. Furkó azt az ötletet találja ki, hogy a díjátadón valami felháborítót csinálnak, hogy a szülők saját szemükkel lássák, milyen is Garrison valójában. A tanár az ünnepségen kihívó jelmezben jelenik meg, a szintén lengén öltözött Mr. Furkóval az oldalán, és obszcén kijelentéseket tesz, de ezeket a közönség rendre tapssal jutalmazza és megdicséri bátorságát. Végül Garrison feladja, és frusztráltan beismeri, hogy mindent csak azért csinált, hogy kirúgassa magát és pénzt szerezzen, továbbá beszédet tart a tolerancia valódi értelméről. Ezért természetesen nem bocsátják el, hanem Mr. Furkóval együtt elküldik ugyanabba a táborba, ahova korábban a gyerekeket küldték szüleik (mivel Garrison és Mr. Furkó „nem képes tolerálni önmagát”). Az utolsó jelenetben Mr. Furkó felköhögi a kisegeret, akit a többi kisállat szelleme egérkirállyá koronáz.

## Külső hivatkozások
- A tolerancia haláltábora, avagy mit csinál egy egér a seggben a South Park Studios hivatalos honlapon (Archiválva 2009. augusztus 22-i dátummal a Wayback Machine-ben)
- A tolerancia haláltábora, avagy mit csinál egy egér a seggben az Internet Movie Database oldalon (angolul)